# Spermacoce marticrovettiana
Spermacoce marticrovettiana là một loài thực vật có hoa trong họ Thiến thảo. Loài này được (E.L.Cabral) Govaerts miêu tả khoa học đầu tiên năm 1996.